# Triêm Giải
Triêm Giải (mất 261, trị vì 247-261), thường được biết đến cùng tước hiệu Triêm Giải ni sư kim, là quốc vương thứ 12 của Tân La. Ông thuộc gia tộc Tích (Seok), và là đệ của quốc vương tiền vị là Trợ Bôn. Ni sư kim (isageum) là một tước hiệu lãnh đạo vào thời kỳ đầu Tân La.
Tam quốc sử ký (Samguk Sagi) cũng thuật lại rằng Triêm Giải đã đạt thỏa thuận ngưng chiến với Cao Câu Ly, và trong thời gian cai trị của ông đã xảy ra nhiều trận đánh với Bách Tế. Người bà con của Triêm Giải, tướng quân Tích Vu Lão (Seok Ulo) đã bị quân Nụy Quốc Nhật Bản giết vào năm 250.

## Gia đình
- Phụ thân: Cốt Chính (Goljeong), vương tử của Phạt Hưu ni sư kim
- Mẫu thân: Ngọc Mạo phu nhân (Ongmo) họ Kim, con gái của Kim Cừu Độ (Kim Gudo)
- Huynh: Trợ Bôn ni sư kim